# Temnora atrofasciata
Temnora atrofasciata är en fjärilsart som beskrevs av Holland 1889. Temnora atrofasciata ingår i släktet Temnora och familjen svärmare. Inga underarter finns listade i Catalogue of Life.